# Wełyka Terniwka (wieś)
Wełyka Terniwka (ukr. Велика Тернівка) – wieś na Ukrainie, w obwodzie zaporoskim, w rejonie melitopolskim, w hromadzie Jakymiwka. W 2001 liczyła 729 mieszkańców, spośród których 268 wskazało jako ojczysty język ukraiński, 288 rosyjski, 1 rumuński, 20 bułgarski, a 152 inny.